# Yaynu
Yaynu (Yaino, Yayno) is een archeologische site (400-800 n.Chr.) in de regio Áncash van de Peruaanse provincie Pomabamba, in het district Huayllan.
Het is een nederzetting op een heuveltop, die beschouwd wordt als het belangrijkste bewijs van de zogeheten Recuaycultuur in de regio Áncash.
Op 17 juni 2004 werd de site tot National Cultural Heritage verklaard. 
De stenen bouwwerken van Yaynu bevinden zich 17 km ten zuiden van Pomabamba, op een hoogte van meer dan 4000 m, op de noordelijke helling van de Pañahirka (Pañajirca).
Yaynu is zover bekend de grootste Recuay-site en wordt het best beschreven als een versterkte stad op een heuveltop. De kern van het stadsgebied is ca. 25 ha, ommuurd en voorzien van een greppel.